# رزیدنت ایول: طغیان
رزیدنت ایول: طغیان (به انگلیسی: Resident Evil Outbreak یا Biohazard: Outbreak) و (به ژاپنی: バイオハザード アウトブレイク, Baiohazādo Autobureiku) یک بازی ویدئویی به سبک ترس و بقا از مجموعه بازی‌های رزیدنت ایول است که توسط شرکت کپ‌کام و برای کنسول پلی‌استیشن ۲ در سال ۲۰۰۳ (در ژاپن) ساخته و منتشر شد. این بازی در ۳۱ مارس و ۱۷ سپتامبر سال ۲۰۰۴، به ترتیب در ایالات متحده و اروپا منتشر شد. رزیدنت ایول: طغیان، یک بازی تک‌نفره بوده که قابلیت انجام بازی را در حالت دونفره (بازی تحت شبکه) نیز دارد.
داستان این بازی، روایتگر چگونگی طغیان شهر راکون، یعنی از آغاز شیوع ویروس تی در شهر راکون، تبدیل شدن شهروندان به زامبی و منهدم شدن شهر به وسیله بمب هسته‌ای می‌باشد. شخصیت‌های اصلی قابل کنترل در این بازی ۹ شخصیت هستند که هیچ‌یک از آنها، شخصیت‌های اصلی سری رزیدنت ایول نبوده و به نوعی شخصیت‌های جدیدی در این سری محسوب می‌شوند. با پیشبرد داستان و به دست آوردن امتیازات در بازی، شخصیت‌های دیگری نیز برای انتخاب آزاد می‌شوند. داستان این بازی در حقیقت در بازهٔ زمانی نسخه‌های رزیدنت ایول ۲ و رزیدنت ایول ۳: نمسیس می‌باشد.

## داستان
بازی رزیدنت ایول: طغیان با سناریو طغیان آغاز می‌شود. پس از انتخاب سطح دشواری بازی و یکی از شخصیت‌های قابل انتخاب، بازیباز وارد این سناریو می‌شود. داستان این سناریو، اندکی بعد از درگیری بین هانک و ویلیام برکین است. در این درگیری، ویروس تی در فاضلاب شهر شیوع یافته و به تدریج تمام شهر به این ویروس مبتلا می‌گردند. اندکی پس از این اتفاق، داستان این بازی آغاز می‌شود و بازیباز باید از کافه جی که مورد حمله زامبی‌ها قرار گرفته است بگریزد. سناریو بعدی Below Freezing Point بوده و بازیباز وارد آزمایشگاه زیرزمینی شهر راکون (مکانی که ویلیام برکین بر روی کشف ویروس جی فعالیت می‌کرد) شده و باید از آنجا خارج شود. سناریو بعدی The Hive بوده و در بیمارستان شهر راکون واقع است. بازیباز باید زامبی‌ها را از سر راه برداشته و از آنجا بگریزد.

سناریو چهارم Hellfire هست. داستان این سناریو در مسافرخانه سیب بوده و بازیباز باید با نابود کردن زامبی‌ها و موانع پیش رو راهی برای خروج از آنجا بیابد. سناریو آخر Decisions, Decisions بوده و در ایستگاه امداد (در مکانی از شهر راکون) می‌باشد و در انتهای آن انهدام شهر راکون را از زاویه دیگر نمایش می‌دهد.

## شخصیت‌ها

### کوین ریمان
کوین ریمان

### مارک ویلکینز
مارک ویلکینز (به انگلیسی: Mark Wilkins) یکی از شخصیت‌های قابل کنترل در بازی رزیدنت ایول: طغیان و رزیدنت ایول: طغیان: پرونده ۲ است. این شخصیت در سال ۱۹۴۶ متولد شد. او یک افسر امنیتی در اداره پلیس شهر راکون بوده و در زمان طغیان شهر راکون، در کافه جی حضور دارد. او در کنار سایر شخصیت‌های کافه جی باید پیش از نابودی شهر، از راکون فرار کنند. کار صداگذاری این شخصیت را Beau Billingslea بر عهده دارد. او در نهایت موفق به فرار از شهر، پیش از انهدام آن می‌شود.

### دیوید کینگ
دیوید کینگ (به انگلیسی: David King) یکی از شخصیت‌های قابل کنترل در بازی رزیدنت ایول: طغیان و رزیدنت ایول: طغیان: پرونده ۲ است. او یک لوله‌کش بوده و در زمان طغیان شهر راکون، در کافه جی حضور دارد. او در کنار سایر شخصیت‌های کافه جی باید پیش از نابودی شهر، از راکون فرار کنند. کار صداگذاری این شخصیت را Bob Papenbrook برعهده دارد. او در نهایت موفق به فرار از شهر، پیش از انهدام آن می‌شود.

### جرج همیلتون
جرج همیلتون (به انگلیسی: George Hamilton) یکی از شخصیت‌های قابل کنترل در بازی رزیدنت ایول: طغیان و رزیدنت ایول: طغیان: پرونده ۲ است. این شخصیت در سال ۱۹۵۹ متولد شد. همیلتون یک جراح ماهر بوده که در بیمارستان شهر راکون فعالیت می‌کرد و در زمان طغیان شهر راکون، در کافه جی حضور دارد. او در کنار سایر شخصیت‌های کافه جی باید پیش از نابودی شهر، از راکون فرار کنند. کار صداگذاری این شخصیت را Bob Buchholz برعهده دارد. او در نهایت موفق به فرار از شهر، پیش از انهدام آن می‌شود.

### جیم چپ‌من
جیم چپ‌من یکی (به انگلیسی: Jim Chapman) از شخصیت‌های قابل کنترل در بازی رزیدنت ایول: طغیان و رزیدنت ایول: طغیان: پرونده ۲ است. این شخصیت در سال ۱۹۷۴ متولد شد. او یک کارگر در بخش مترو شهر راکون بوده و در زمان طغیان شهر راکون، در کافه جی حضور داشت. او در کنار سایر شخصیت‌های کافه جی باید پیش از نابودی شهر، از راکون فرار کنند. کار صداگذاری این شخصیت را Beau Billingslea برعهده دارد. او در نهایت موفق به فرار از شهر، پیش از انهدام آن می‌شود.

### یوکو سوزوکی
یوکو سوزوکی

### آلیسا آشکرافت
آلیسا آشکرافت

### سیندی لنوکس
سیندی لنوکس

## نقدها
وبگاه بازبینی جمعی متاکریتیک در سال ۲۰۲۱ و با انتشار بیست و هشتمین بازی از این فرانچایز با نام رزیدنت ایول :روستا تمام عناوین این فرانچایز را رتبه‌بندی کرده، نسخه طغیان در رتبه هجدهم از ۲۸ بازی، با نمره ۷۱ کسب کرده است.
| گردآورنده  | امتیاز          |
| ---------- | --------------- |
| گیم‌رنکینگز | ۷۰٫۷۸٪ (۳۸ نقد) |
| متاکریتیک  | ۷۱٪             |

| ناشر        | امتیاز |
| ----------- | ------ |
| آل‌گیم       | [ ۱۰ ] |
| یوروگیمر    | ۵/۱۰   |
| گیم‌پرو      | [ ۱۲ ] |
| گیم رولیشن  | B-     |
| گیم‌اسپات    | ۷٫۲/۱۰ |
| گیم‌اسپای    | [ ۱۵ ] |
| گیمز ریدار+ | 9      |
| گیم‌زون      | ۸٫۳    |
| آی‌جی‌ان      | ۷٫۶/۱۰ |
| ام! گیمز    | 65%    |